# Torralba del Pinar
Torralba del Pinar – gmina w Hiszpanii, w prowincji Castellón, we wspólnocie autonomicznej Walencja, o powierzchni 21,19 km². W 2011 roku liczyła 56 mieszkańców.